# Jeff Yagher
Jeffrey Brian Yagher, detto Jeff (Lawrence, 18 gennaio 1961), è un attore statunitense.
Ha interpretato il personaggio di Kyle Bates nella serie televisiva Visitors. È apparso anche in alcuni episodi del telefilm La signora in giallo.

## Vita privata
È fratello maggiore dell'artista degli effetti speciali Kevin Yagher ed è sposato con l'attrice Megan Gallagher.

## Filmografia parziale

### Cinema
- Big Bad Mama II, regia di Jim Wynorski (1987)
- Segreto militare (The Pandora Project), regia di Jim Wynorski e John Terlesky (1998)

### Televisione
- Visitors (V) – serie TV, 19 episodi (1984-1986)
- Agatha Christie: Caccia al delitto (Dead Man's Folly), regia di Clive Donner – film TV (1986)
- Ai confini della realtà (The Twilight Zone) – serie TV, episodio 2x01 (1986)
- Scontro bionico (Bionic Showdown: The Six Million Dollar Man and the Bionic Woman), regia di Alan J. Levi – film TV (1989)
- La signora in giallo (Murder, She Wrote) – serie TV, 4 episodi (1987-1993)
- Room for Two – serie TV, 26 episodi (1992-1993)
- Madonna - Tutta la vita per un sogno (Madonna: Innocence Lost), regia di Bradford May – film TV (1994)
- Colombo (Columbo) – serie TV, episodio 10x10 (1995)
- Profiler - Intuizioni mortali (Profiler) – serie TV, episodio 4x12 (2000)
- Settimo cielo (7th Heaven) – serie TV, episodio 5x03 (2000)
- Star Trek: Voyager – serie TV, episodi 7x09-7x10 (2000)
- Alias – serie TV, episodio 4x20 (2005)

## Doppiatori italiani
Nelle versioni in italiano delle opere in cui ha recitato, Jeff Yagher è stato doppiato da:
- Francesco Prando ne La signora in giallo (ep. 6x16), Star Trek: Voyager, Millennium
- Francesco Pannofino in Scontro bionico
- Riccardo Rossi ne La signora in giallo (ep. 3x20)
- Roberto Pedicini ne La signora in giallo (ep. 9x14)
- Claudio Colombo in Fuga dalla Casa Bianca
- Massimo Lodolo in Profiler - Intuizioni mortali
- Alberto Caneva in Alias
- Lucio Saccone in Senza traccia
- Roberto Draghetti in CSI - Scena del crimine
- Andrea Lavagnino in The Blacklist